# Sumedha Ranasinghe
R. M. Sumedha Jagath Ranasinghe (Kegalle, 10 febbraio 1991) è un giavellottista singalese.

## Biografia
Ranasinghe debutta internazionalmente nel 2015 prendendo parte alle Universiadi di Gwangju, l'anno successivo ha preso parte ai Giochi olimpici di Rio de Janeiro 2016 come primo giavellottista dello Sri Lanka alle Olimpiadi. In ambito locale ha vinto due medaglie ai Giochi dell'Asia meridionale mentre ha conquistato un bronzo ai Giochi mondiali militari del 2019 in Cina.

## Palmarès
| Anno | Manifestazione               | Sede           | Evento                 | Risultato | Prestazione | Note |
| ---- | ---------------------------- | -------------- | ---------------------- | --------- | ----------- | ---- |
| 2015 | Universiadi                  | Gwangju        | Lancio del giavellotto | 20º (q)   | 68,90 m     |      |
| 2016 | Giochi dell'Asia meridionale | Guwahati       | Lancio del giavellotto | Argento   | 80,25 m     |      |
| 2016 | Giochi olimpici              | Rio de Janeiro | Lancio del giavellotto | 36º (q)   | 71,93 m     |      |
| 2017 | Universiadi                  | Taipei         | Lancio del giavellotto | 12º       | 69,65 m     |      |
| 2019 | Campionati asiatici          | Doha           | Lancio del giavellotto | 8º        | 73,50 m     |      |
| 2019 | Giochi mondiali militari     | Wuhan          | Lancio del giavellotto | Bronzo    | 75,35 m     |      |
| 2019 | Giochi dell'Asia meridionale | Katmandu       | Lancio del giavellotto | Bronzo    | 74,97 m     |      |
| 2022 | Giochi del Commonwealth      | Birmingham     | Lancio del giavellotto | 10º       | 70,22 m     |      |